# Jérémy Corinus
Jérémy Jimmy Théophile Corinus (Évry, 16 marzo 1997) è un calciatore francese di origine martinicane, difensore dell'EN Paralimni e della nazionale martinicana.

## Caratteristiche tecniche
È un difensore centrale.

## Carriera

### Club
Inizia a giocare a calcio nelle giovanili del Bordeaux. Dopo una breve esperienza in Serie C con il Gozzano, nel 2019 torna in Francia accordandosi con l'Ajaccio, che lo aggrega alla formazione riserve.
Il 18 agosto 2021 firma un biennale con la Fermana, in Serie C. Il 31 gennaio 2022 rescinde consensualemente l'accordo con la Fermana. Nella medesima sessione di mercato viene tesserato all'Acad. Clinceni, nel campionato rumeno. Termina la stagione con 5 presenze. Il 3 maggio 2022 viene ingaggiato dal Farul Costanza, che il 3 gennaio 2023 lo cede al Chindia Târgoviște a titolo definitivo.
Nel 2023 viene messo sotto contratto dall'Othellos Athīainou, formazione impegnata nel campionato cipriota.

### Nazionale
Nel 2023 accetta la convocazione della nazionale martinicana.

## Statistiche

### Presenze e reti nei club
Statistiche aggiornate al 26 ottobre 2024.
| Stagione          | Squadra            | Campionato        | Campionato | Campionato | Coppe nazionali | Coppe nazionali | Coppe nazionali | Coppe continentali | Coppe continentali | Coppe continentali | Altre coppe | Altre coppe | Altre coppe | Totale | Totale |
| Stagione          | Squadra            | Comp              | Pres       | Reti       | Comp            | Pres            | Reti            | Comp               | Pres               | Reti               | Comp        | Pres        | Reti        | Pres   | Reti   |
| ----------------- | ------------------ | ----------------- | ---------- | ---------- | --------------- | --------------- | --------------- | ------------------ | ------------------ | ------------------ | ----------- | ----------- | ----------- | ------ | ------ |
| 2014-2015         | Bordeaux 2         | CFA               | 2          | 0          | -               | -               | -               | -                  | -                  | -                  | -           | -           | -           | 2      | 0      |
| 2015-2016         | Bordeaux 2         | CFA               | 9          | 0          | -               | -               | -               | -                  | -                  | -                  | -           | -           | -           | 9      | 0      |
| 2016-2017         | Bordeaux 2         | CFA 2             | 14         | 2          | -               | -               | -               | -                  | -                  | -                  | -           | -           | -           | 14     | 2      |
| Totale Bordeaux 2 | Totale Bordeaux 2  | Totale Bordeaux 2 | 25         | 2          |                 | -               | -               |                    | -                  | -                  |             | -           | -           | 25     | 2      |
| 2017-2018         | Amiens 2           | N3                | 10         | 0          | -               | -               | -               | -                  | -                  | -                  | -           | -           | -           | 10     | 0      |
| 2018-gen. 2019    | Gozzano            | C                 | 0          | 0          | CI-C            | 0               | 0               | -                  | -                  | -                  | -           | -           | -           | 0      | 0      |
| gen.-giu. 2019    | Ajaccio 2          | N3                | 6          | 3          | -               | -               | -               | -                  | -                  | -                  | -           | -           | -           | 6      | 3      |
| 2019-2020         | Ajaccio 2          | N3                | 7          | 0          | -               | -               | -               | -                  | -                  | -                  | -           | -           | -           | 7      | 0      |
| 2020-2021         | Ajaccio 2          | N3                | 2          | 0          | -               | -               | -               | -                  | -                  | -                  | -           | -           | -           | 2      | 0      |
| Totale Ajaccio 2  | Totale Ajaccio 2   | Totale Ajaccio 2  | 15         | 3          |                 | -               | -               |                    | -                  | -                  |             | -           | -           | 15     | 3      |
| gen.-giu. 2019    | Ajaccio            | L2                | 1          | 0          | CF+CdL          | -               | -               | -                  | -                  | -                  | -           | -           | -           | 1      | 0      |
| 2019-2020         | Ajaccio            | L2                | 9          | 0          | CF+CdL          | 0+2             | 0               | -                  | -                  | -                  | -           | -           | -           | 11     | 0      |
| 2020-2021         | Ajaccio            | L2                | 2          | 0          | CF              | 0               | 0               | -                  | -                  | -                  | -           | -           | -           | 2      | 0      |
| Totale Ajaccio    | Totale Ajaccio     | Totale Ajaccio    | 12         | 0          |                 | 2               | 0               |                    | -                  | -                  |             | -           | -           | 14     | 0      |
| 2021-gen. 2022    | Fermana            | C                 | 8          | 0          | CI-C            | 0               | 0               | -                  | -                  | -                  | -           | -           | -           | 8      | 0      |
| feb.-giu. 2022    | Acad. Clinceni     | L1                | 3+2        | 0          | CR              | -               | -               | -                  | -                  | -                  | -           | -           | -           | 5      | 0      |
| 2022-gen. 2023    | Farul Costanza     | L1                | 5          | 0          | CR              | 2               | 0               | -                  | -                  | -                  | -           | -           | -           | 7      | 0      |
| gen.-giu. 2023    | Chindia Târgoviște | L1                | 7+7        | 0          | CR              | -               | -               | -                  | -                  | -                  | -           | -           | -           | 14     | 0      |
| 2023-2024         | Othellos Athīainou | A                 | 7+8        | 0+1        | CC              | 0               | 0               | -                  | -                  | -                  | -           | -           | -           | 15     | 1      |
| 2024-2025         | EN Paralimni       | A                 | 7          | 0          | CC              | 0               | 0               | -                  | -                  | -                  | -           | -           | -           | 7      | 0      |
| Totale carriera   | Totale carriera    | Totale carriera   | 116        | 6          |                 | 4               | 0               |                    | -                  | -                  |             | -           | -           | 120    | 6      |

### Cronologia presenze e reti in nazionale
| Cronologia completa delle presenze e delle reti in nazionale ― Martinica | Cronologia completa delle presenze e delle reti in nazionale ― Martinica | Cronologia completa delle presenze e delle reti in nazionale ― Martinica | Cronologia completa delle presenze e delle reti in nazionale ― Martinica | Cronologia completa delle presenze e delle reti in nazionale ― Martinica | Cronologia completa delle presenze e delle reti in nazionale ― Martinica | Cronologia completa delle presenze e delle reti in nazionale ― Martinica | Cronologia completa delle presenze e delle reti in nazionale ― Martinica |
| Data                                                                     | Città                                                                    | In casa                                                                  | Risultato                                                                | Ospiti                                                                   | Competizione                                                             | Reti                                                                     | Note                                                                     |
| ------------------------------------------------------------------------ | ------------------------------------------------------------------------ | ------------------------------------------------------------------------ | ------------------------------------------------------------------------ | ------------------------------------------------------------------------ | ------------------------------------------------------------------------ | ------------------------------------------------------------------------ | ------------------------------------------------------------------------ |
| 7-9-2023                                                                 | Panama                                                                   | Panama                                                                   | 3 – 0                                                                    | Martinica                                                                | CONCACAF Nations League 2023-2024 - 1º turno                             | -                                                                        | 76’                                                                      |
| 10-9-2023                                                                | Fort-de-France                                                           | Martinica                                                                | 1 – 0                                                                    | Curaçao                                                                  | CONCACAF Nations League 2023-2024 - 1º turno                             | -                                                                        | 50’ 76’                                                                  |
| Totale                                                                   |                                                                          | Presenze                                                                 | 2                                                                        |                                                                          | Reti                                                                     | 0                                                                        |                                                                          |